# هولم شرقی
هولم شرقی (به انگلیسی: East Holme) یک روستا و محله مدنی در بریتانیا است که در Purbeck واقع شده‌است. هولم شرقی ۵۰ نفر جمعیت دارد.